# Одран (мученик)
Одра́н (др.‑ирл. Odran; ум. в 452 году) — ирландский святой, мученик. Память совершается 19 февраля.

## Биография
Свидетельства о почитании 19 февраля святого Одрана из Тир Оэнах встречаются в нескольких ирландских мартирологах — «Мартирологе Таллахта» (IX в.), «Мартирологе О’Гормана» (XII в.) и «Мартирологе Донегола» (XVII в.).
Позднее святой Одран был отождествлён с возничим святого Патрика. Он был убит вместо своего хозяина, потому что они поменялись местами в колеснице, когда Одран узнал, что их ожидает засада. Наиболее древнее упоминание об этом эпизоде содержится в так называемом «Трёхчастном житии» св. Патрика (IX в.). Некий вождь по имени Фольге хотел отомстить святому Патрику за разрушение идола. Тогда Одран сказал Патрику:

«Я уже долго был твоим колесничим, батюшка Патрик; теперь ты пусти меня на главное сиденье. Теперь ты будешь колесничим». Патрик так и сделал. Тогда пришёл Фольге и пронзил своим копьём Одрана в образе Патрика. «Моё проклятье…», сказал Патрик. «На священное дерево Бри-Дам», сказал Одран. «Пусть так и будет», сказал Патрик. Фольге тут же умер и попал в ад.

Таким образом, Одран не только умер вместо Патрика, но и помешал святому проклясть виновных.
В списке «домочадцев Патрика» в «Трёхчастном житии» говорится, что его колесничим был «Одран из Дисерт-Одран [Пустынь Одрана] в (племени) Уи Фальге». Короли Уи Фальге считались потомками Фольге, убийцы Одрана (в житии говорится, что несмотря на это, Патрик благословил потомков Фольге). Однако в ирландских мартирологах святого Одрана из Дисерт-Одран не значится. Другие источники отождествляют Одрана-колесничего с другими святыми по имени Одран, которых в ирландских мартирологах насчитывается не меньше восьми (27 октября, 8 мая, 6 марта и т. д.).